# Racomitrium canescens
Espèce
Racomitrium canescens ou Racomitre blanchâtre est une espèce de mousses de la famille des Grimmiaceae.